# Meuble de métier

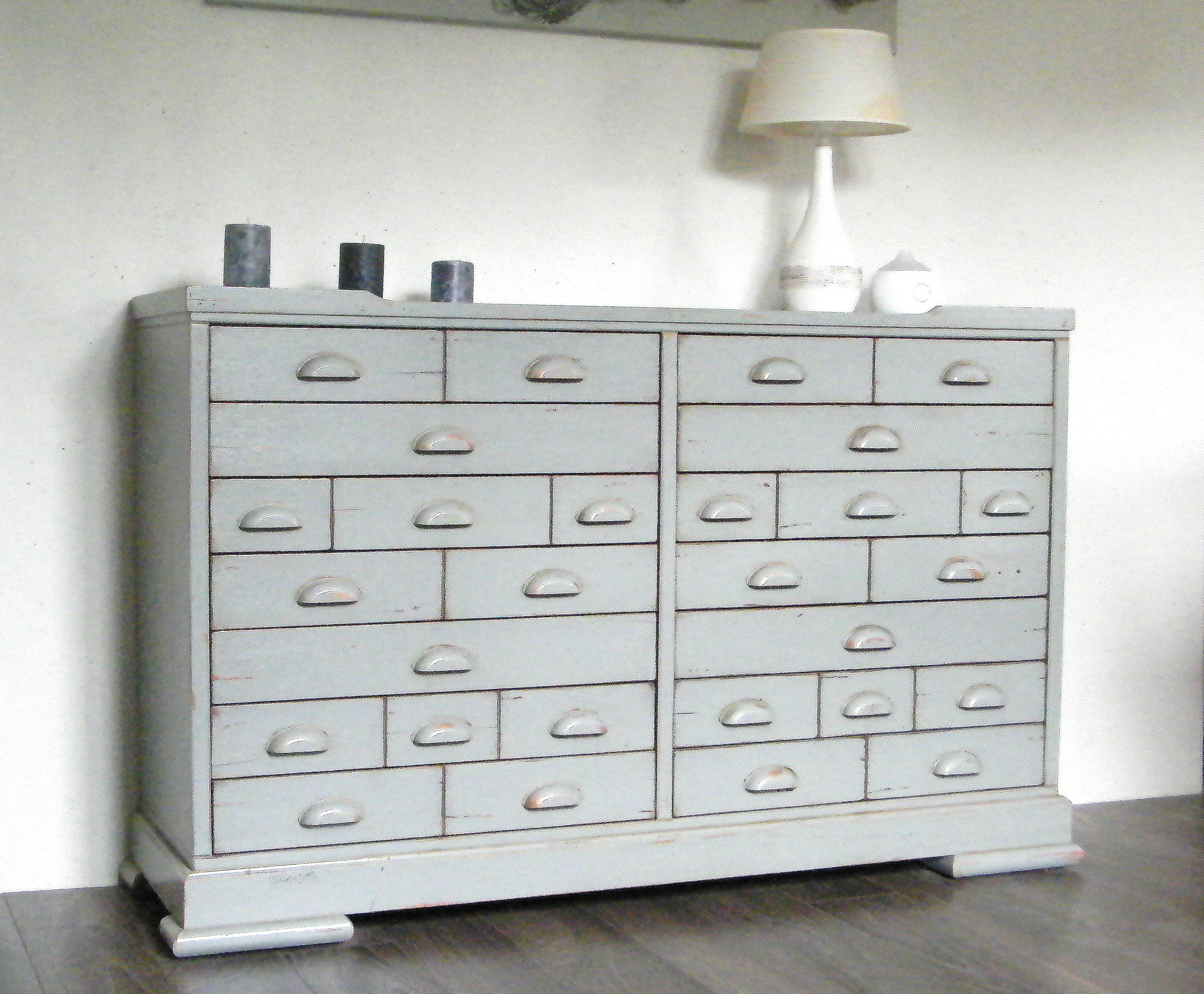
Meuble de métier à tiroirs.

Le meuble de métier est un meuble à tiroirs et aussi à portes. Il est destiné à ranger toutes sortes de choses (documents, linge, vaisselle…)

## Meuble de métier
Autrefois le meuble de métier était utilisé dans les ateliers (imprimerie, menuiserie…), dans les boutiques (mercerie, quincaillerie…) ou même dans les bureaux administratifs et les écoles.
Dans la plupart des cas les meubles de métier sont fabriqués en bois massif ou en acier. La particularité de ces meubles est leur grand nombre de tiroirs, idéal pour le rangement.